# كارلوس رايموندو توليدو
كارلوس رايموندو توليدو (بالإسبانية: Carlos Raymundo Toledo)‏ هو سياسي مكسيكي، ولد في 8 فبراير 1954 بتشياباس في المكسيك. حزبياً، نشط في الحزب الثوري المؤسساتي. وقد انتخب عضو مجلس النواب المكسيك.